# Mercedes-Benz GLS
Mercedes-Benz GLS a fost introdus pentru prima dată în anul 2006.

## Prima generație X164 (2007-2012)
Modelul a fost prezentat la Salonul Auto de la Detroit în ianuarie 2006. Este un SUV de lux cu 7 locuri la început dedicat pieței nord americane este disponibil peste ocean din aprilie 2006.
În octombrie 2009 a fost un facelift, care a fost introdus modelele GL 350 și GL 450 pentru a înlocui generațiile anterioare de diesel.
Sunt disponibil trei motoare. GL 320 are un motor diesel de 3.0 litri care are 244 de cai putere. GL 420 are un motor V8 diesel de 4.0 litri cu 306 de cai putere.
Vârful de gamă este GL 550 care are un motor de 5.5 litri V8 pe benzină cu 388 de cai putere.
Motoare îndeplinesc standardul de poluare Euro 4 în Uniunea Europeană și standarul LEV II în Statele Unite ale Americii.
Toate motoarele sunt cuplate la o cutie de viteze automată cu 7 trepte 7GTRONIC.
Dotarea standard cuprinde tapițeria ARTICO de piele, scaunul din față reglabil electric și un acoperiș de sticlă fix în al treilea rând de scaune.
Sistemul standard de protecția ocupanților PRE-SAFE. PRE-SAFE utilizează senzorii în dinamica sistemelor de control de manipulare precum ABS, BAS (Brake Assist), ESP și optimizează funcția de protecție a componentelor de siguranță pasivă în situații de accident potențial.

## A II-a generație X166 (2012-2019)
A fost prezentat la Salonul Auto de la New York în 3 aprilie 2012. GL a intrat pe piața americană în septembrie 2012, în Europa poate fi comandat din noiembrie pe majoritatea piețelor din Europa.
SUV-ul Mercedes-Benz Clasa GL este primul automobil din lume care adoptă un suport motor din plastic pentru motoare diesel cu șase cilindri, soluția fiind dezvoltate de compania BASF.
Varianta cea mai economică este GL 350 BlueTec echipat cu un motor V6 turbodiesel ce dezvoltă 254 CP și 616 Nm. GL450 are 316 CP și 550 Nm GL550 are un motor V8 pe benzină dezvoltă 429 CP și un cuplu de 700 Nm. 
Varianta GL 63 AMG 4MATIC are un motor V8 pe benzină ce dispune de 557 CP și 760 Nm.
Mercedes susține că toate motorizările actuale sunt în medie cu 18% mai eficiente decât cele cu care era dotat vechiul model.

### GL 63 AMG
Motorul este un V8 biturbo de 5.5 litri AMG care dezvoltă o putere maximă de 410 kW (557 CP) și un cuplu maxim de 760 Nm.
Mercedes-Benz GL63 AMG atinge 100 km/h în 4.9 secunde, iar viteza maximă este limitat electronic la 250 km/h. Consumul de combustibil conform NEDC este de 12.3 litri la 100 de kilometri și emisia este de 288 g CO2/km.
Mercedes-Benz oferă opțiunile suplimentare, o cameră de 360 de grade, Active Lane Keeping Assist și Active Blind Spot Assist, un cârlig de remorcare și un sistem audio Bang & Olufsen. Este disponibil și un geam panoramic.
Mercedes-Benz GL63 AMG vine ca standard cu jenți cu 5 spițe din aliaj ușor,
în format 10 x 21, vopsite gri titan și este echipat cu anvelope de dimensiunea 295/40 R 21.
Sistemul de frânare de înaltă performanță AMG asigură cele mai scurte distanțe de frânare cu ventilate și discuri de frână perforate de dimensiunile 390 x 36 milimetri (față) și 345 x 26 milimetri (spate).

## A treia generație (2019)

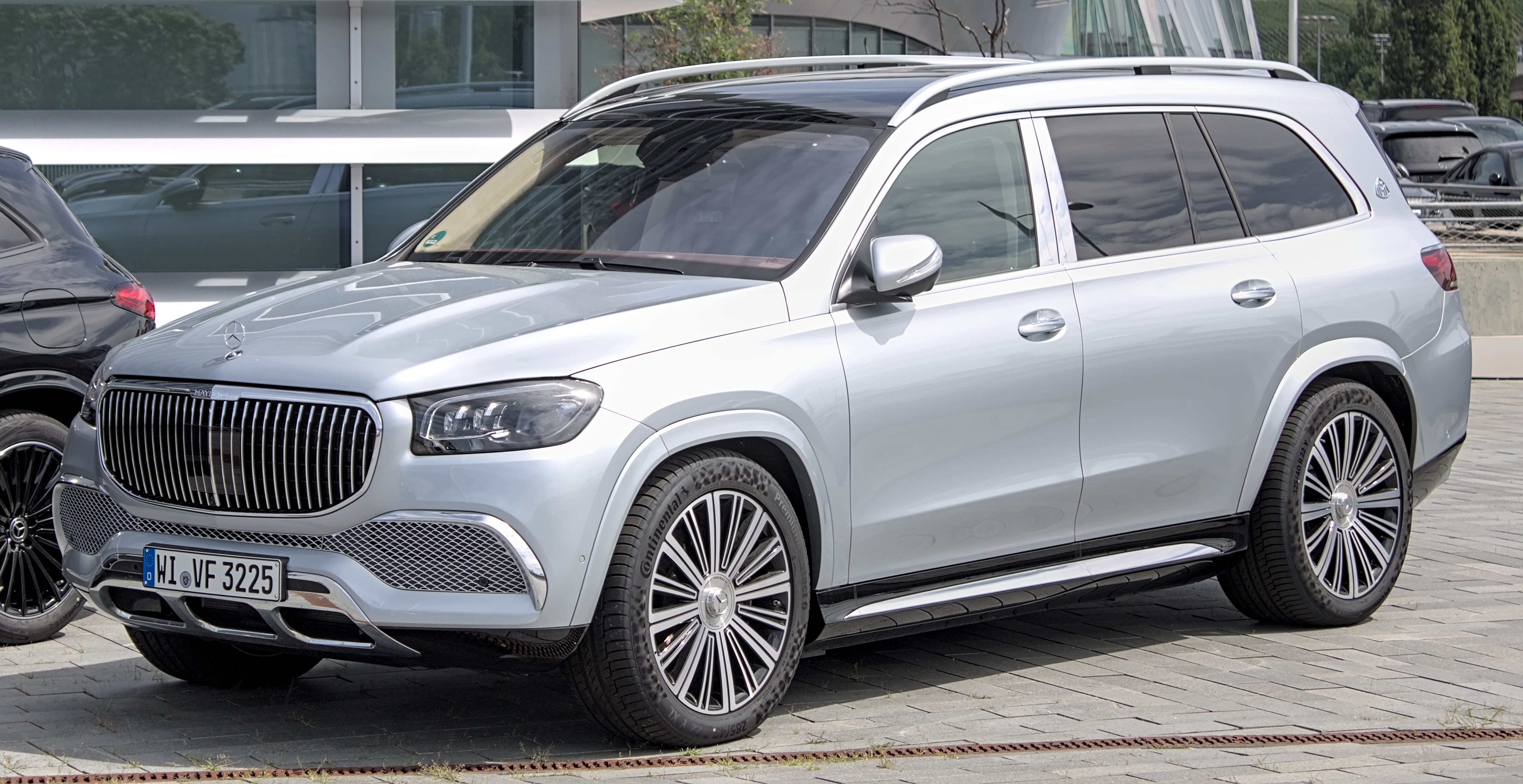
Mercedes-Maybach GLS